# Agfamatic
Mit Agfamatic bezeichnete Agfa 1970 eine spezielle Kamera für die Instamatic-Kassette vom Typ 126 und ab 1972 sämtliche Kameras für diesen Filmtyp, mit Agfamatic Pocket zudem die Modelle für den Pocketfilm vom Typ 110 seit deren Erscheinen im Jahr 1973. Agfamatic war 1960 schon der Name der Agfa Optima auf dem kanadischen Markt.

## Agfamatic(Filmtyp 126)

### Vorgeschichte
Auf die Präsentation der besonders leicht und auch von technisch Unkundigen einzulegenden Instamatic-Kassette durch Kodak folgte das System Agfa Rapid, das die Handhabung zwar ebenfalls vereinfachte, jedoch nicht so weitreichend. Es geriet dadurch nur zu einem eingeschränkten Erfolg, woraufhin sich Agfa für eine Instamatic-Lizenz entschloss.

### Iso-Pak(Vorläufer)

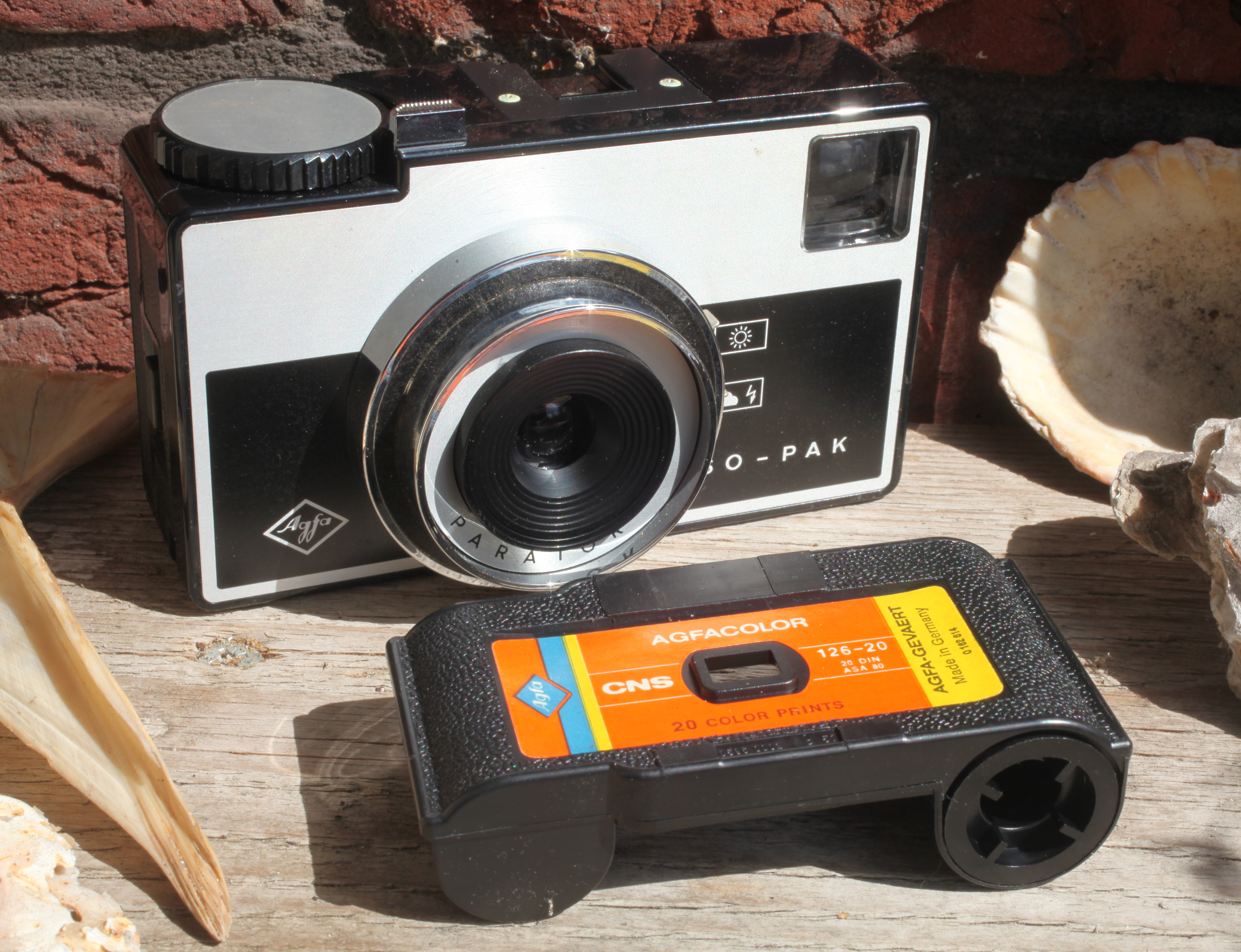
Agfa Iso-Pak

Als erste Kamera für die Instamatic-Kassette stellte Agfa 1968 die Iso Pak vor, sprach dabei aber noch nicht von einer Agfamatic. Sie hatte ein Meniskusobjektiv mit der Lichtstärke 1 : 11 und eine Blitzwürfelaufnahme für den Typ N. Die Iso Pak entsprach der Designlinie der einfachen Rapid-Kameras.

### Agfamatic

#### AktionTeen '70
Ende der 1960er Jahre kam es in Mode, sich mit speziellen Marketing-Konzepten an die Jugendlichen zu wenden. So führte auch Agfa eine Untersuchung durch, sie ergab folgendes: Die Jugendlichen wünschten sich einen modischen Beutel, der keinesfalls nach „Opas Fototasche“ aussehen sollte. Die Kamera hingegen sollte einem professionellen Apparat ähneln, was seinerzeit ein schwarzes Gehäuse bedeutete.
Die Verkaufsaktion Teen '70 fand dann vom 25. Mai bis zum 30. Juni 1970 statt, ihr Angebot bestand aus einem Set für 50 DM, bestehend aus einer Tasche, der Agfamatic, 2 Agfacolor-Filmen, 1 Schwarzweißfilm, 3 Blitzwürfeln und 2 Batterien. Die St. Tropez-Tasche bestand dabei aus Jeans-Stoff, diente als Verkaufsverpackung und bot zwei aufgesetzte Fächer sowie ein Abteil für nasse Badebekleidung.
Agfa bewarb die Aktion mit großen Aufwand; man schaltete Anzeigen in Jugendzeitschriften, Werbefilme im Kino und Spots bei Radio Luxemburg sowie Ö 3 und unterstützte den Handel massiv, was vom Dekorationsmaterial für das Schaufenster über Gewinnspiele bis hin zu Tipps reichte, wo Jugendliche zu finden sind.

#### Agfamatic
Bei der Agfamatic handelt es sich um eine einfache Plastikkamera mit einlinsigem Objektiv (f/12, 42 mm) und Blitzwürfelanschluss für die N-Blitzwürfel, zu deren Zündung eine Batterie eingelegt werden musste. Sie besaß einen nach Selenzelle aussehende, aber funktionslose Scheibe über dem Objektiv, um professionell zu wirken. Das schwarze Gehäuse besaß einen verchromten Rahmen um seine Front.

#### Autostar X 126
Die im folgenden Jahr vorgestellte und einzeln angebotene Autostar X 126 entsprach der Agfamatic bis auf den Anschluss für die neuen X-Blitzwürfel, welche keine Batterie mehr für ihre Zündung benötigen.

### Agfamatic 50bis300 Sensor

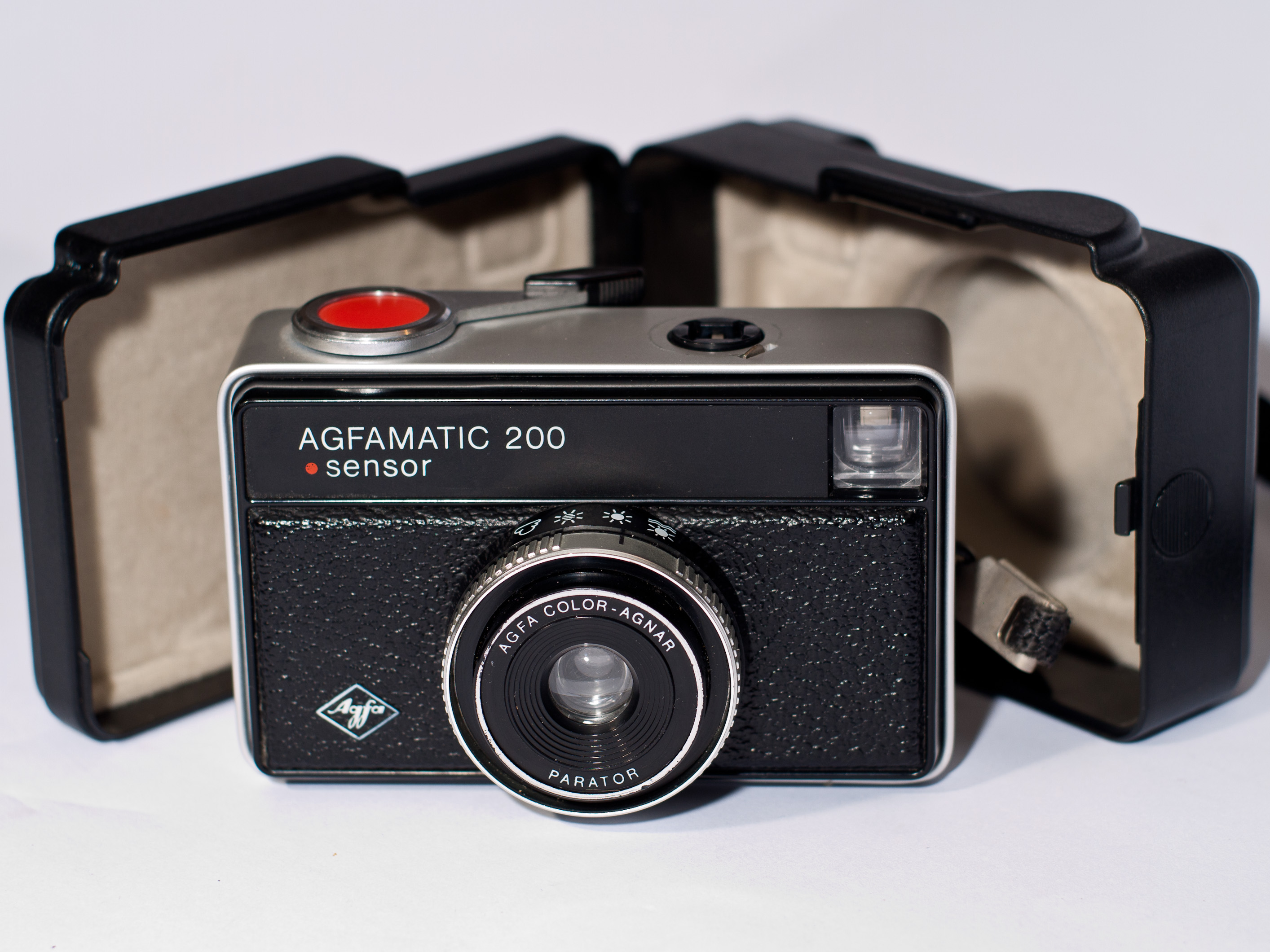
Agfamatic 200 sensor

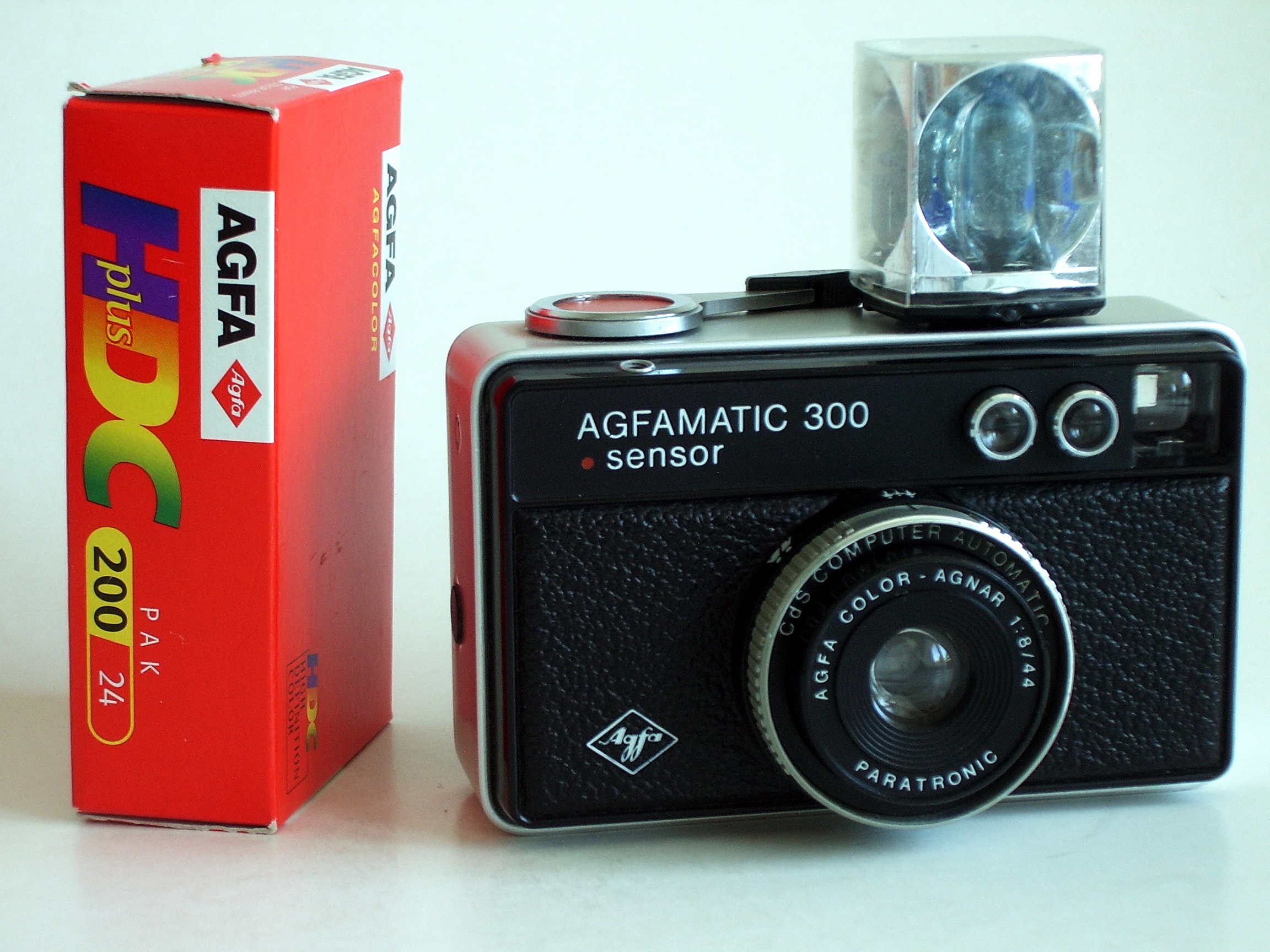
Agfamatic 300 sensor mit Blitzwürfel und Kassettenfilm

1972 stellte Agfa dann mit der neuen Baureihe für den Instamaticfilm einen Verkaufsschlager vor, der nur noch von den Pocket-Modellen überboten wurde. Diesen Erfolg hatte sie vor allem ihrer Formgebung mit einem charakteristischen umlaufenden Aluminiumband zu verdanken, welches von Schlagheck Schultes Design stammte.
Das Einstiegsmodell Agfamatic 50 kam nicht nur mit einem lediglich einlinsigen Objektiv (f/11, 40 mm) daher, es musste auch auf den Sensor-Auslöser verzichten. Genau wie bei der Autostar X 126 betrug die Belichtungszeit stets 1⁄40 s bei vollgeöffneten Objektiv und gab es einen Anschluss für X-Blitzwürfel. Die Agfamatic 50 wies überdies noch einen Schnellschalthebel auf. Das Pendant Agfamatic 50 S unterschied sich nur durch die vollkommen schwarze Gestaltung ohne umlaufenden Metallstreifen.
Die Agfamatic 100 Sensor bot neben ihrem Sensor-Auslöser noch zwei Belichtungszeiten. Letztere ließen sich mit den Wettersymbolen Sonne für 1⁄80 s und Wolken für 1⁄40 s mit einem Ring am Objektiv und somit direkt am Verschluss einstellen.
Bei der Agfamatic 200 Sensor gab es darüber hinaus ein dreilinsiges Objektiv vom Typ Agfa Agnar mit f/8,2 und 40 mm Brennweite, welches abgeblendet werden konnte. Zusammen mit den beiden Belichtungszeiten ergaben sich vier Kombinationen und somit Wettersymbole. Das Dreilinser brachte naturgemäß eine erheblich bessere Abbildungsqualität.
Ins Top-Modell Agfamatic 300 Sensor baute Agfa sogar eine vollelektronische Belichtungssteuerung ein, erkennbar an den beiden unübersehbaren Messaugen neben dem Sucher für die CdS-Zellen. Diese Steuerung sprach einen Paratronic-Verschluss an und benötigte zwei Knopfzellen für ihren Betrieb. Es handelte sich um eine Zeitautomatik, die Belichtungszeit passte sich bei stets voller Öffnung von 30 s bis 1⁄300 s der Helligkeit an. Unterbelichtung zeigte eine rote Leuchtdiode im Sucher an. Beim Objektiv handelte es sich um das Color-Agnar mit f/8, es ließ sich aber fokussieren, wozu es – wie von der Agfa Optima seit langem bekannt – drei Symbole für Porträt, Gruppenaufnahme und Landschaft gab. An der Unterseite existierte es zudem eine Entfernungsskala für Blitzaufnahmen: Steckte man einen Blitzwürfel auf die Kamera, dann belichtete sie stets mit 1⁄30 s und es fand eine gemäß der Entfernungseinstellung geregelte Abblendung statt.

### Agfamatic 55 Cbis208 Sensor
1978 stellte Agfa die Instamatic-Kameras von Blitzwürfeln auf Topflash um. Darauf deutete – wie von den Pocketkameras gewohnt – die „8“ in den Modellnummern hin, also 108 Sensor und 208 Sensor; die 300 Sensor erhielt keinen Nachfolger, weil sich so teure Instamatic-Kameras so gut wie gar nicht mehr verkauften. Bei dieser Gelegenheit gestaltete man das Gehäuse ein wenig rundlicher, wodurch es modischer wirkte und gab ihm entsprechend der Optima 535 einen größeren Sucher. Davon abgesehen blieben die Kameras technisch unverändert.
Das kleinste Modell blieb von den Maßnahmen allerdings unberührt, es verlor lediglich den umlaufenden Metallstreifen. Bei der Namensänderung von 50 in 55 C deutete das „C“ (für Cube) auf den – nach wie vor vorhandenen – Blitzwürfelanschluss hin.

## Agfamatic Pocket(Filmtyp 110)

### Vorgeschichte
In den 1960er Jahren war bei den Kameraherstellern die Meinung populär, aufgrund der immer feinkörnigeren Filmmaterialien läge die Zukunft für Sucherkameras in kleineren Formaten als dem damaligen Standard 24 mm × 36 mm. So kam es zu Kameras für das Halbformat, etwa der Agfa Parat und auch schon zu 16-mm-Modellen, etwa der Rollei 16. Für letztere konfektionierten die großen Hersteller aber keine Filme, weswegen sie sich nicht durchsetzen konnten. Agfa bot im Hinblick auf die geringen Parat-Verkäufe solche Kameras gar nicht erst an. Die Situation änderte sich 1972, als Kodak seinen Pocketfilm vorstellte. Auch bei Agfa erkannte man dessen Bedeutung frühzeitig, und so bot man als erster Fremdhersteller bereits 1974 mit der Agfamatic 2000 Pocket eine Eigenentwicklung an (siehe dazu Agfamatic 2000 Pocket).
Eine wesentliche Besonderheit der Agfamatic 2000 Pocket bestand in ihrem sogenannten „Repitomatic-Schnelltransport“. Das Prinzip war so einfach wie genial: Zum Transport war die Kamera zusammengeschoben und verriegelt. Vor Gebrauch drückte der Fotograf einen Schieber auf der Kameraunterseite nach links. Durch eine Feder sprang die Kamera auf; Objektiv und Sucher wurden sichtbar. Nach Betätigen des Auslösers schob der Fotograf den Apparat bis zum Anschlag zusammen, die Feder brachte sie in die Ausgangsstellung zurück, fertig. Filmtransport und Spannen des Verschlusses waren erledigt- die Agfa war aufnahmebereit.
Dieses Prinzip war zwar bereits von den Minox 8x11-Modellen (den „Agentenkameras“) her bekannt und hieß dort „Teleskop-Schnellaufzug“. Agfa bot diese – nochmals verbesserte – Technik jedoch erstmals für den Massenmarkt an und rührte damit auch kräftig die Werbetrommel (AGFA „Ritsch-Ratsch-Klick“).
Bemerkenswert war, dass Minox sein eigenes, bei Balda gefertigtes 110er-Modell, die 1977 erschienene Minox 110 S, nicht mit dem „Teleskop-Schnellaufzug“ oder einem vergleichbaren Mechanismus ausstattete. Die Minox 110 S besaß stattdessen einen kleinen Schnellspannhebel, der sich -außergewöhnlich genug- links auf der Kamerafront befand.

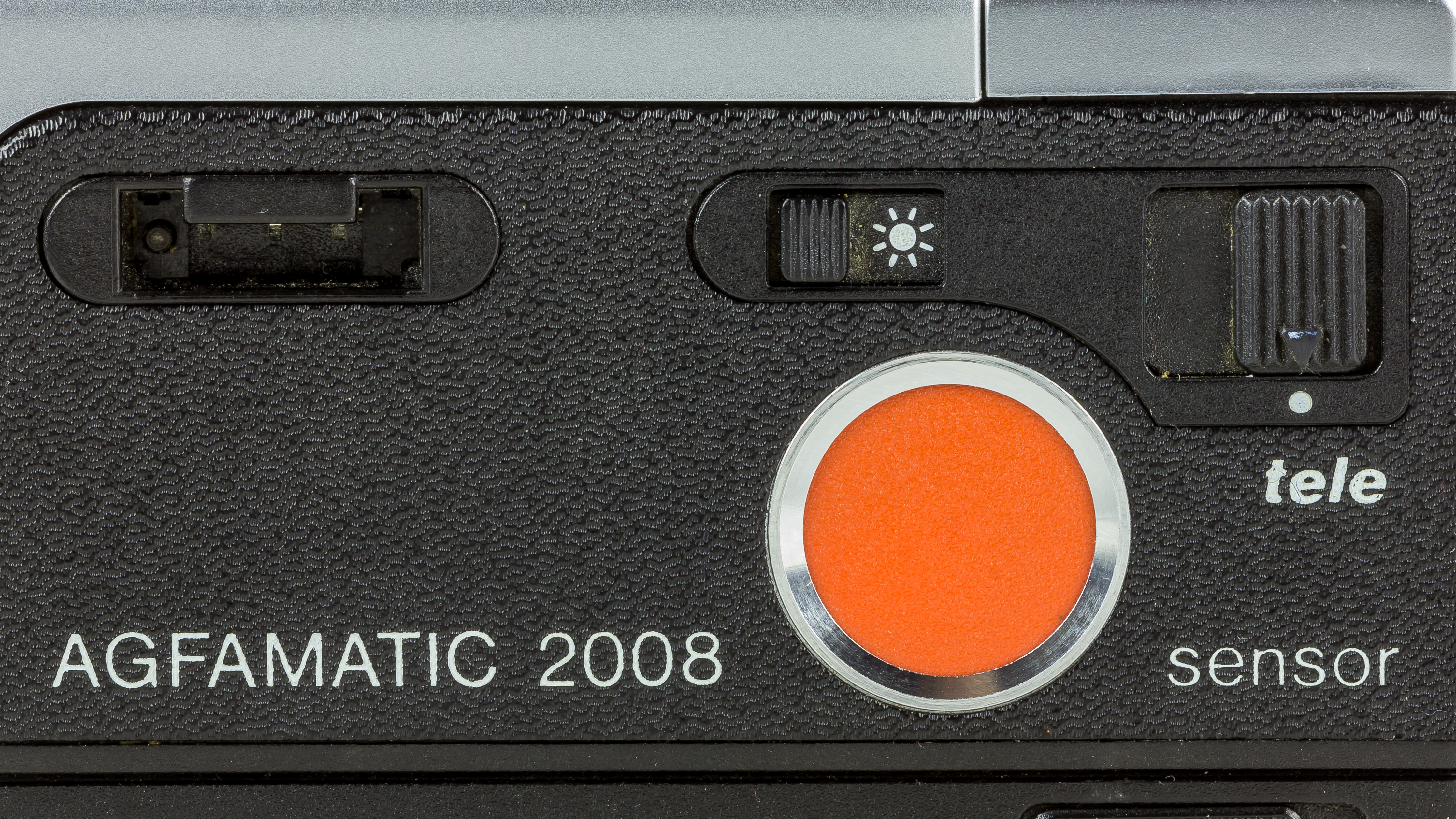
Der orange „Sensor“-Auslöser

Eine weitere Auffälligkeit bei der Agfamatic 2000 Pocket war der bereits von der Optima Sensor-Baureihe (ab 1968) her bekannte „Sensor“-Auslöser. Bei diesem „Sensor“ handelte es sich lediglich um eine Auslösetaste, über die eine orangerot gefärbte, runde Kunststoffscheibe von beachtlichen 16 mm Durchmesser montiert war.
Trotzdem gelang es Agfa auch bei den Pocket-Modellen, den „Sensor“ als besonderes Ausstattungsmerkmal zu etablieren.
Dass Agfa die Technik auch hübsch verpackt hatte, bewies die Agfamatic 2000 Pocket mit dem Gewinn des „iF Product Design Award 1974“.

### Agfamatic 1000 Pocket / Agfamatic 1000 S Pocket
Die Agfamatic 1000 Pocket erschien wie die Agfamatic 2000 Pocket im Jahr 1974 – technisch orientierte sie sich jedoch noch stark an den 110er-Modellen von Kodak. Bei der Agfamatic 1000 Pocket erfolgten Spannen und Filmtransport mittels eines Schiebers auf der Kameraunterseite – im Design war sie jedoch bereits an die kommenden Repitomatic-Modelle angepasst. Zum Fotografieren zog der Fotograf die eigentliche Kamera seitlich aus dem geschwärzten Metallgehäuse bis zur Raste heraus, so dass Schieber, „Sensor-Auslöser“ und Blitzwürfelanschluss zugänglich wurden. Durch das Herausziehen wurde auch der im Gehäuse befindliche Sucher freigeben. Zum Filmwechsel musste das Kamerateil dann bis zu einer weiteren Raste herausgezogen werden. Einstellmöglichkeiten gab es an der „1000“ keine. Der Verschluss arbeitete nur mit einer einzigen Belichtungszeit bei voller Öffnung. Beim Objektiv handelte es sich um das Color – Agnar 1:9,5/26 mm.
Von der Agfamatic 1000 Pocket gab es zwei Gehäuseausführungen. Bei der früheren Version wurde der „Sensor“ im zusammengeschobenen Zustand durch das Gehäuse verdeckt. Bei der späteren blieb der „Sensor“ auch in zusammengeschobenem Zustand durch ein rundes Schauglas im Gehäuse sichtbar.
Geblitzt wurde mit den mechanisch gezündeten X-Blitzwürfeln.
Die 1978 vorgestellte Agfamatic 1000 S Pocket war mit der späteren Version der „1000“ baugleich – das „S“ stand dabei für die nun silberne Gehäusefarbe.

### Agfamatic 2000bis4000

#### Agfamatic 2000 Pocket

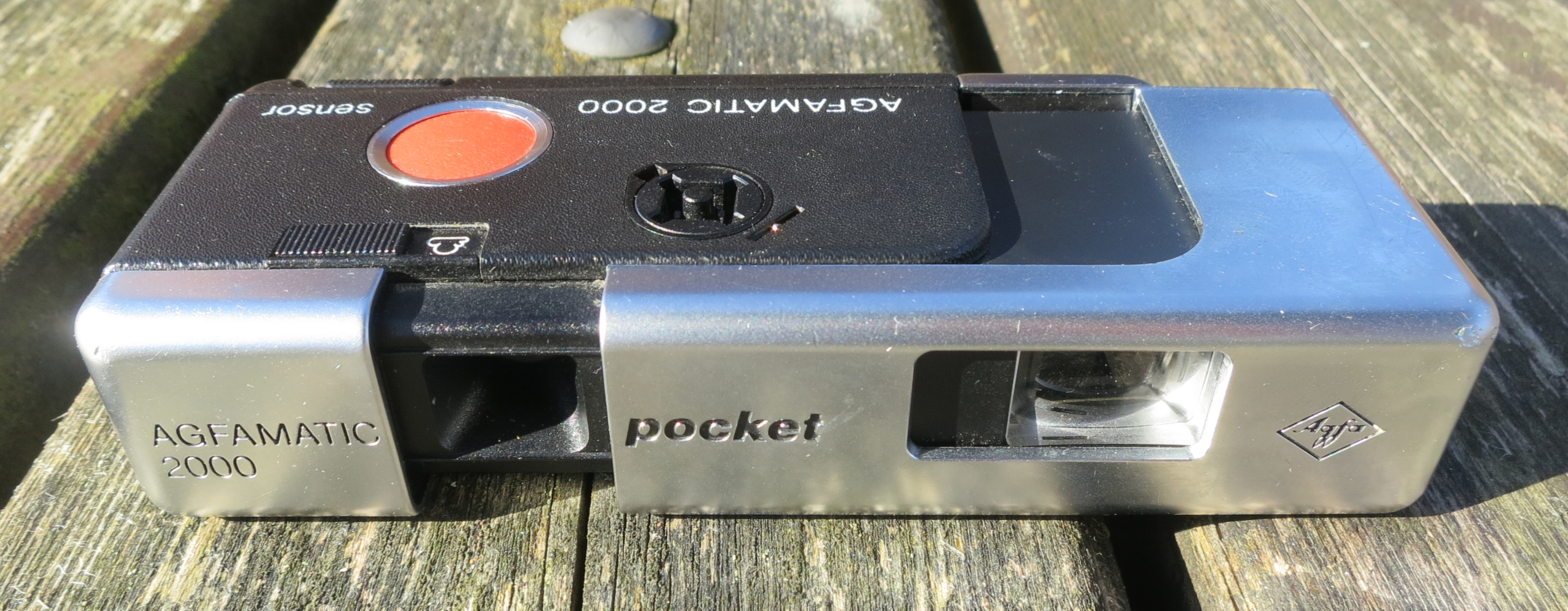
Agfamatic 2000 Pocket

Die 1974 vorgestellte Agfamatic 2000 Pocket war das Standardmodell der Agfamatic Pocket-Reihe. Es kostete im Set 105 DM und musste für diesen Preis noch auf einen Belichtungsmesser verzichten. So gab es entsprechend der Agfamatic 100 mit Sonne und Wolke zwei Wettersymbole- bei dem einen belichtete der Verschluss mit 1⁄100 s, bei dem anderen mit 1⁄50 s. Für den Blitzbetrieb konnte ein X-Blitzwürfel (Magicube) aufgesteckt werden. Bei den X-Blitzwürfeln werden die Blitzlampen nicht elektrisch, sondern mechanisch durch einen Schlagbolzen in der Kamera gezündet. Beim Objektiv handelte es sich um ein Agnar f/9,5, 26 mm Brennweite, seine drei Linsen führten ungeachtet des kleineren Formats zu einer sichtbar besseren Bildqualität als das Einlinser der identisch ausgestatteten Agfamatic 100.
Als Blitzzubehör gab es eine Blitzwürfel-Verlängerung (sogenannter „Extender“), um dem „rote-Augen-Effekt“ entgegenzuwirken.
1975 bot Agfa mit dem Agfamatic Pocket Lux ein Elektronen-Blitzgerät speziell für den Anschluss an Agfa Pocket Kameras an. Dabei wurde das Blitzgerät mittels einer Rändelschraube im Stativgewinde an der rechten Kameraseite befestigt. Der elektrische Kontakt erfolgte durch ein Adapterkabel für den Blitzwürfelanschluss der Kamera. Der Blitz besaß einen An/Ausschalter sowie einen Testauslöser. Die Blitzfolge betrug rund sechs Sekunden. Die Stromversorgung erfolgte durch vier Batterien LR03/AAA im Blitzgerät.

#### Agfamatic 3000
Die 3000 wies entsprechend der Agfamatic 200 vier Wettersymbole auf, die auch hier aus der Kombination von zwei Blenden und zwei Belichtungszeiten zustande kamen. Steckte man einen Blitzwürfel auf, dann konnte man mit dem Schieber für die Belichtungseinstellung drei Blenden wählen, für 1,2 m, 2 m und 4 m Entfernung; bei Blitzaufnahmen also näher ans Motiv herangehen, als mit der 2000. Beim Objektiv handelte es sich zunächst um ein Apotar, später um ein (aufwendigeres, aber ebenfalls dreilinsiges) Agnar mit f/6,5 und 27 mm Brennweite.
Die Agfamatic 3000 kostete etwa 130 DM und fand als Zwischenmodell eine geringere Verbreitung als die nennenswert billigere 2000 und die mit ihrer Belichtungssteuerung deutlich überlegenere 4000.

#### Agfamatic 4000

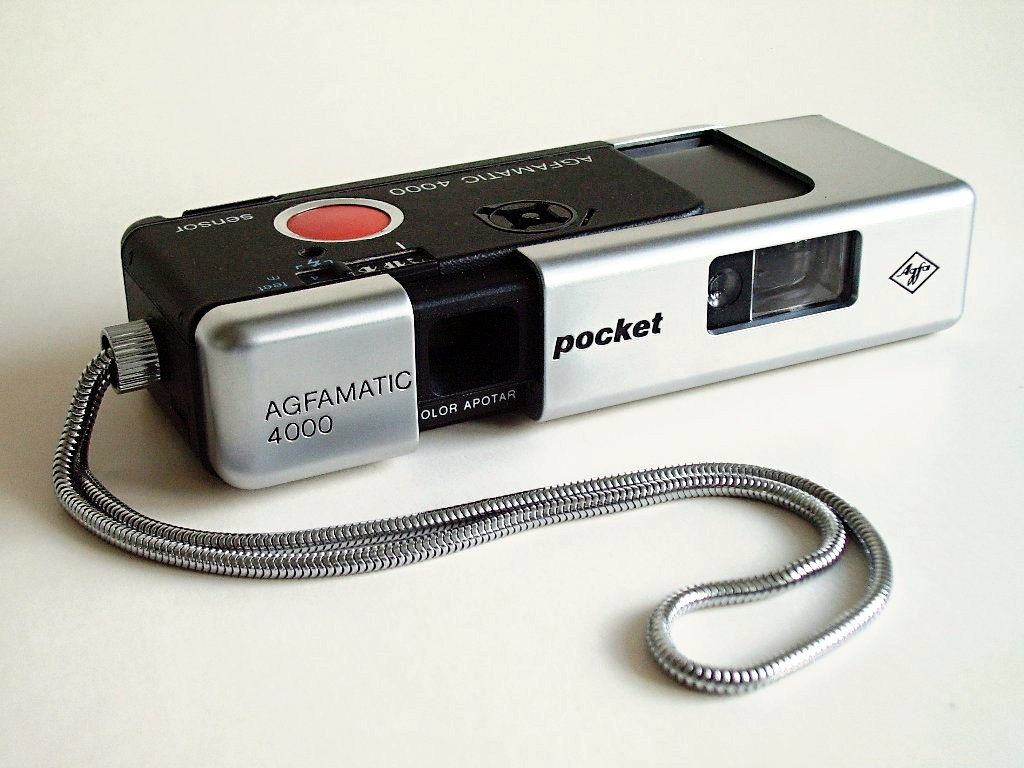
„Ritsch-Ratsch-Klick!“ – Agfamatic 4000

Das Topmodell der Baureihe kombinierte das Agnar f/6,5, 27 mm mit einem elektronisch gesteuerten Verschluss und einer dreistufigen Entfernungseinstellung. Dies geschah mit den von der Agfa Optima seit langem bekannten Symbolen für Porträt-, Gruppen- und Landschaftsaufnahme, welche sich auf dem gleichen Schieber befanden wie die Wettersymbole bei der 3000. Ebenso ließ sich bei aufgestecktem Blitzwürfel die Blitzbelichtung auf 1,2 m, 2 m und 4 m einstellen, diese Werte befanden sich in blauer Schrift auf der rechten Seite des Schiebers.
Der Paratronic-Verschluss funktionierte ebenso wie bei der Agfamatic 300, arbeitete aber im Bereich von 15 s bis 1⁄500 s. So konnte man die 4000 auch für Nachtaufnahmen verwenden, wozu es einen Drahtauslöseranschluss neben dem Sensor-Auslöser gab – unter 1⁄30 s warnte eine rote LED im Sucher vor Verwackelungen. Der technische Fortschritt erlaubte es der elektronischen Steuerung, mit einer Sensorzelle anstatt noch zwei Zellen bei der 300 auszukommen. Sie befand sich neben dem Sucher und war auch bei geschlossener Kamera sichtbar. Die beiden Batterien befanden sich in einem Träger, den man an der Unterseite der Kamera herausziehen konnte.
Die 4000 kostete etwa 190 DM und empfahl sich mit ihrer Belichtungssteuerung auch für Diafilme, die aber unter den Pocketfilmen wenig populär waren, wenngleich Agfa sogar einen speziellen Projektor dafür herausbrachte.

#### Natarix-Vorsatz
Für die Modelle 2000, 3000 und 4000 gab es ein Vorsatz, der für Nahaufnahmen von 50 cm bis 100 cm Entfernung auf den beweglichen Teil des Gehäuses aufgesteckt werden konnte. Vor dem Objektiv befand sich dann eine Nahlinse, vor dem Sucher ein Plexiglaskeil, welche den Parallaxenausgleich ermöglichte. Für Blitzaufnahmen musste ein eingebauter Graufilter vor die Aufnahmelinse geschoben werden, an den dann ein roter Pfeil im Sucher erinnerte.

### Optima 5000und6000

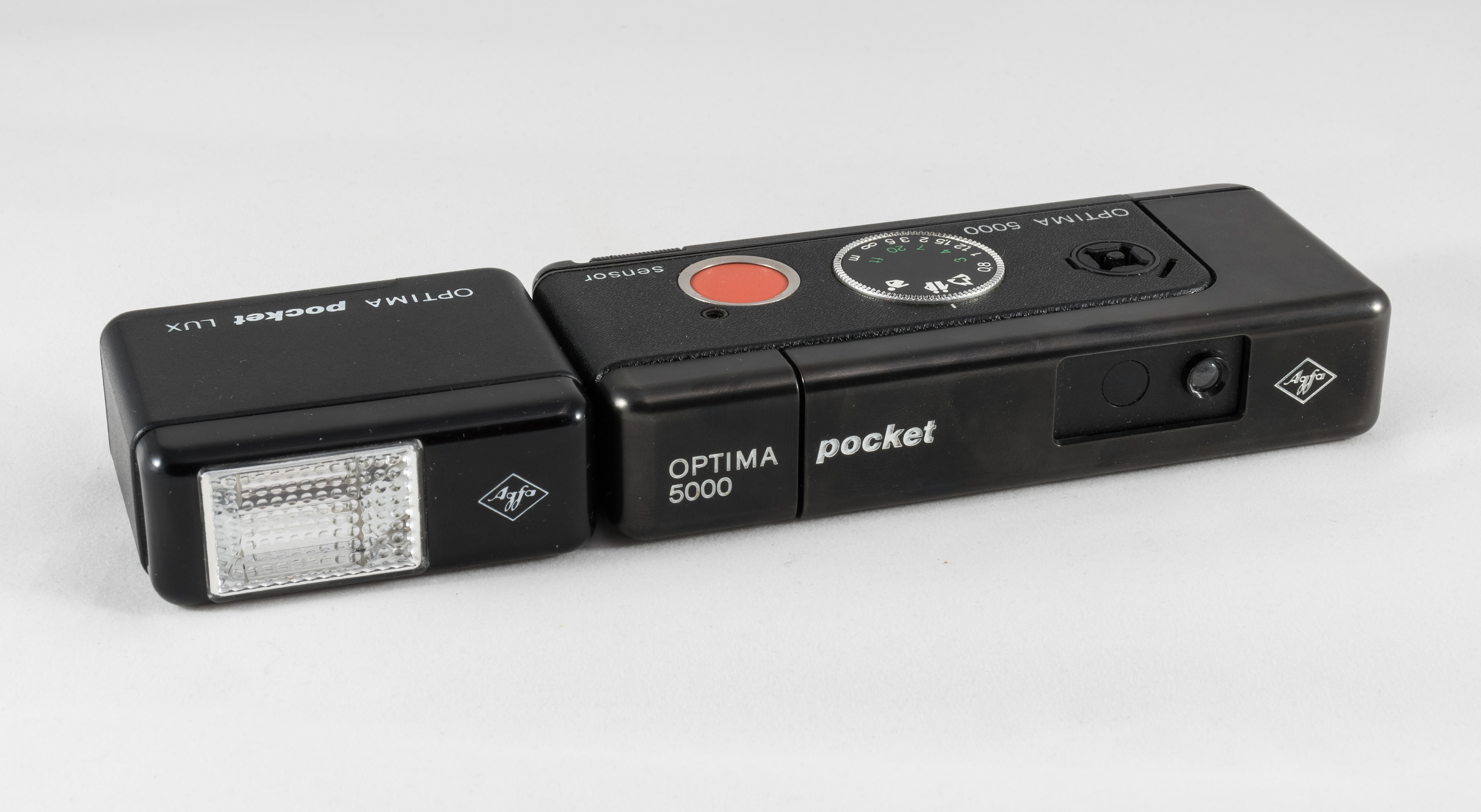
Agfa Optima 5000

1974 folgten die Topmodelle mit Programmautomatik, welche entsprechend der Agfa-Tradition auch hier Optima hießen, wobei man auf die Bezeichnung Agfamatic verzichtete. Die beiden Kameras waren etwas länger als die Serie 2000 bis 4000, aber aus den gleichen Komponenten aufgebaut. Damit lagen die Abmessungen bereits an der Grenze des Akzeptablen, was insbesondere im Vergleich zur allerdings teureren Rollei A 110 auffiel.
Die beiden Modelle besaßen stets schwarze Aluminiumteile, wodurch sie seinerzeit professioneller wirkten. Sie wurden gewöhnlich im Set mit dem speziellen Blitzgerät Optima Pocket Lux gekauft, dennoch konnte man auf der Oberseite einen Blitzwürfel aufstecken. Zum Ansetzen des Blitzgerätes musste man die Stativgewinde-Platte seitlich am Gehäuse abziehen, dann kam ein spezieller Blitzschuh zum Vorschein. Ein Gewinde im Blitzgerät erlaubte es dennoch, anschließend ein Stativ zu verwenden. Das Blitzgerät fiel mit Leitzahl 14 erheblich lichtschwächer als ein Blitzwürfel aus, konnte aber dafür sehr kompakt gehalten werden – es kam mit zwei Microzellen aus. Aufgrund des lichtstarken Objektives reichte es dennoch 5 m weit.
Das Objektiv f/2,7, 26 mm bestand aus vier Glaslinsen und konnte mit einem großen Rad oben auf der Kamera fokussiert werden. Wie bei allen Optima-Kameras gab es dazu die bekannten drei rastenden Symbole Porträt, Gruppe und Landschaft, aber auch eine Entfernungsskala. Die Belichtungssteuerung arbeitete von 15 s bis zu 1⁄1000 s, sie signalisierte mit einer roten LED im Sucher Verwackelungsgefahr und mit einer grünen genügend Helligkeit für Freihandaufnahmen. Für die Stromversorgung sorgten drei Knopfzellen, die sich links neben der Filmkassette befanden.
Gegenüber der 4000 konnte man vor allem aufgrund der erheblich höheren Lichtstärke bei deutlich weniger Licht fotografieren.
Die 6000 unterschied sich von der 5000 durch ihr aufwendigeres, allerdings ebenfalls vierlinsiges Objektiv Solinar S anstatt Solinar sowie dem Selbstauslöser. Dieser arbeitete mechanisch, er wurde mit dem Filmtransport aufgezogen und aktiviert, sobald man einen Schieber unten an der Kamera betätigte.

### Agfamatic 1008bis4008

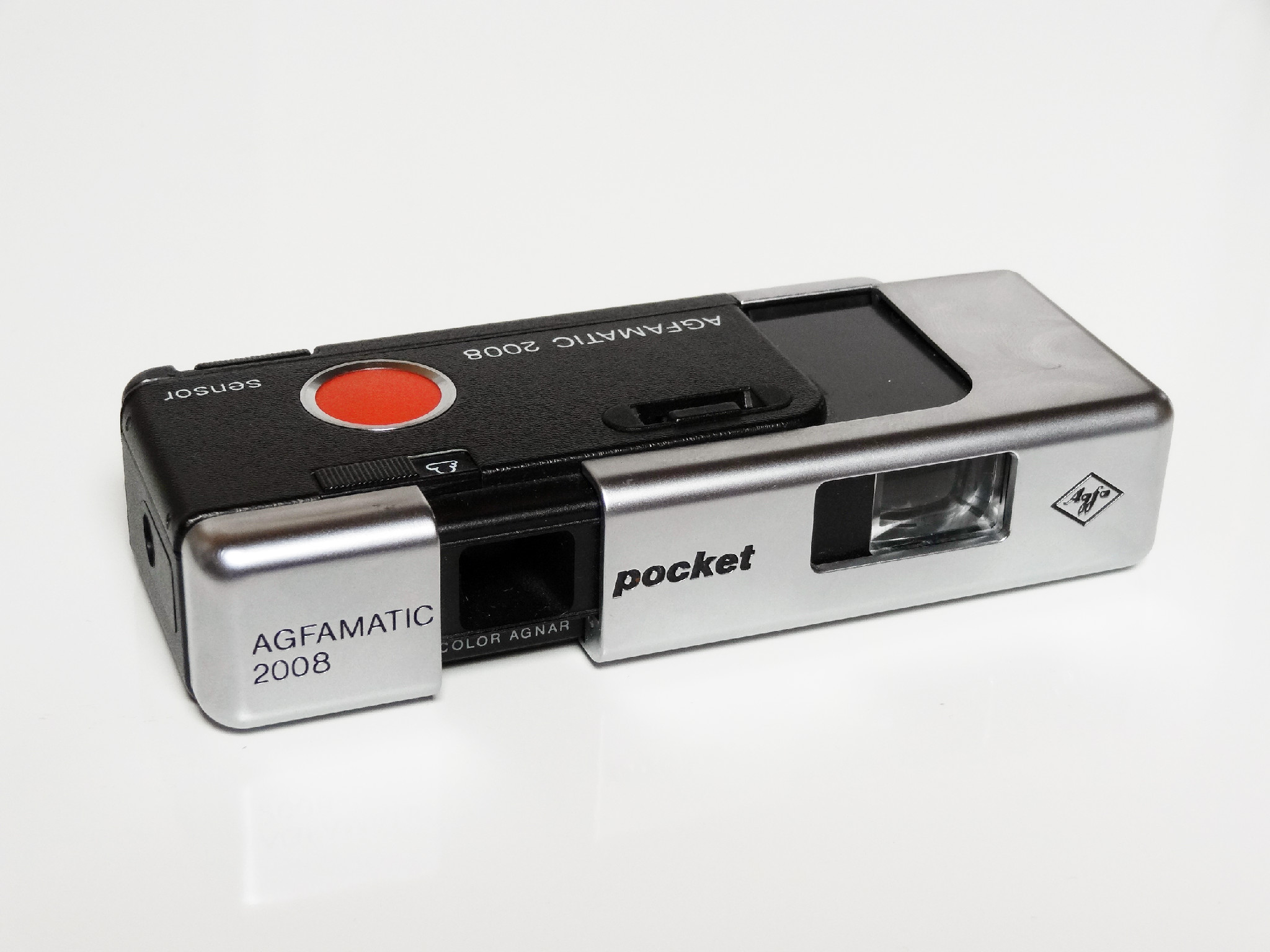
Agfamatic 2008

Mit dem Übergang zum Topflash konnte Agfa nun auch auf die Blitzwürfel-Verlängerung zur Vermeidung des „rote-Auge-Effekts“ verzichten. Als erstes bekamen im Herbst 1975 die Modelle 2000, 3000 und 4000 diesen Anschluss, wobei die „8“ in der Bezeichnung auf die acht Blitzbirnchen im Topflash hindeuten sollte. Die 1000 verwandelte sich erst 1978 in die 1008.
Natürlich wurde auch das BlitzgerätPocket Lux dem neuen Blitzanschlusses anpasst; zur Unterscheidung lautete seine Bezeichnung Pocket Lux 234.
Als Einfachmodell bot Agfa auch noch die 1008 an, welche im Gegensatz zur 1000 das Gehäuse der größeren Modelle in vereinfachter Form besaß, bei dem beweglichen Gehäuseteil handelte es sich nur um lackierten Kunststoff. Die später hinzugekommene 508 unterschied sich durch ein sehr einfaches Objektiv Optar f/11. 32 mm.

### Agfamatic 5008und6008
Da die Optima 5000 und 6000 vorzugsweise mit dem Blitzgerät betrieben wurde, beließ Agfa bei diesen Modellen noch längere Zeit beim Blitzwürfelanschluss. Erst 1977 folgten die Topflash-Varianten. Dabei entfiel erstmals bei einer Agfa Programmautomatik-Kamera der Begriff Optima – allerdings war eine solche Automatik inzwischen nicht mehr so ungewöhnlich, als dass ein Hinweis in der Modellbezeichnung erforderlich gewesen wäre. Die beiden Apparate hießen nun Agfamatic 5008 Makro Pocket und 6008 Makro Pocket. Sie erfuhren im Gegensatz zu den kleinen Modellen erheblich weitreichendere Modifikationen, als lediglich die Umrüstung auf den Topflash-Anschluss.
Äußerlich fiel das neue Entfernungseinstellrad auf, welches nun aus Plexiglas bestand, unter dem eine feststehende Skala lag. Diese reichte jetzt bis 0,5 m anstatt bisher nur 1 m. Weil aus solch kurzen Aufnahmeentfernungen erhebliche Parallaxen resultierten, also der Sucher bei weitem nicht mehr das korrekte Bild gezeigt hätte, schwenkte eine Mechanik den Sucher mit der Entfernungseinstellung mit. Für deren Teile musste die Plastikkappe auf der Kameraoberseite angehoben werden, wodurch die Kamera etwas dicker ausfiel. Diese Mechanik erlaubte es auch, mit einfachen Mitteln eine Entfernungsanzeige im Sucher zu realisieren: Ein Zeiger bewegte sich an seiner Oberseite über die Symbole für Landschaft, Gruppe, Porträt und Makro, letzteres stellte eine Blume dar.
Zusätzlich gab es eine Plastik-Nahlinse unter der kleinen Metallkappe neben dem Objektiv, welche mit einem kleinen Schieber aktiviert werden konnte und nach Zusammendrücken der Kamera wieder in seine Ruhestellung gebracht wurde. Mit dieser Nahlinse konnte man im Bereich von 0,5 m bis 0,25 m fotografieren, wozu es aber keine zusätzliche Skala auf dem Einstellrad, sondern nur eine an der Gehäuseunterseite aufgeklebte Vergleichstabelle gab. Die Entfernung 0,25 m konnte man mit der Trageschlaufe ermitteln, welche sich zu diesem Behufe teilen ließ, sonst benötigte man ein Maßband. Das Blitzgerät ließ sich in Kombination mit der Makrolinse ebenfalls verwenden, dann musste man einen lichtundurchlässigen Vorsatz auf seinen Reflektor setzen, der nur eine kleine Öffnung besaß. Darüber hinaus musste beachtet werden, dass sich das Sucherbild nach rechts verschob, wozu es eine kleine Markierung am Leuchtrahmen gab. Bei den Makroaufnahmen bereitete allerdings die mangels Andruckplatte prinzipbedingt miserable Planlage der Pocketkassette bereits Probleme. Sie verhinderte eine präzise Einstellung der Entfernung.
Die Unterschiede zwischen 5008 und 6008 bestanden unverändert im Objektiv und dem – nach wie vor mechanisch ablaufenden – Selbstauslöser.

### Agfamatic Tele-Pocket

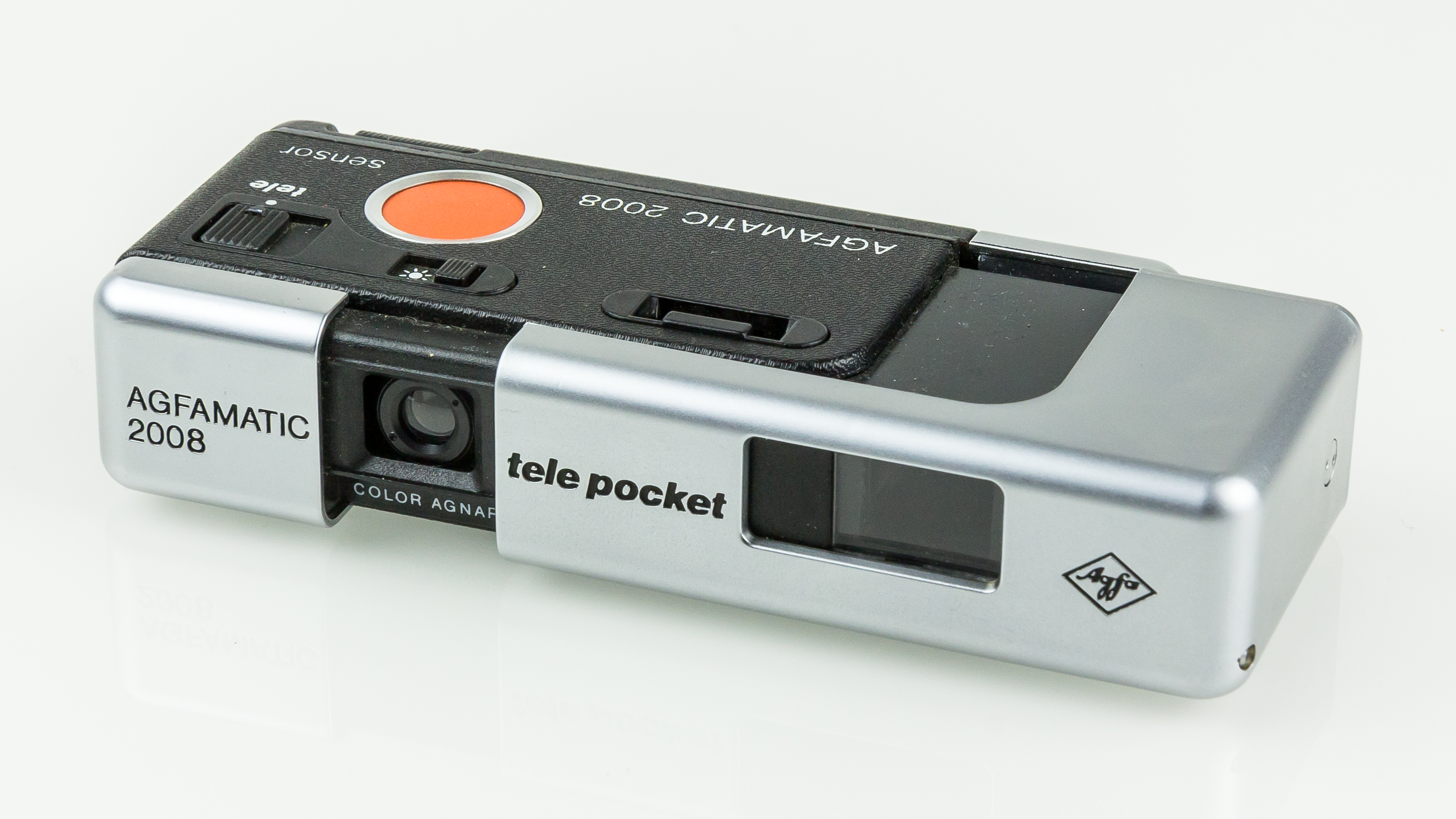
Agfamatic 2008 tele pocket

Um die allmählich nachlassenden Verkäufe zu beleben, stellte Agfa von den Modellen 1008, 2008 und 4008 noch Modelle mit zuschaltbarer Vorsatzlinse vor, um einen Teleeffekt zu erzielen. Dies ging mit einem Schieber oben auf der Kamera vonstatten. Die 1008 Tele-Pocket besaß nur das simple Optar f/11 mit 32 mm Brennweite der 508, dessen Brennweite auf 43 mm erhöht werden konnte. Bei der 2008 Tele-Pocket konnte zwischen 26 mm und 43 mm gewählt werden. Das Agnar f/5,8, 26 mm der 4008 Tele-Pocket konnte auf 47 mm Brennweite umgeschaltet werden.

### Agfamatic Motor

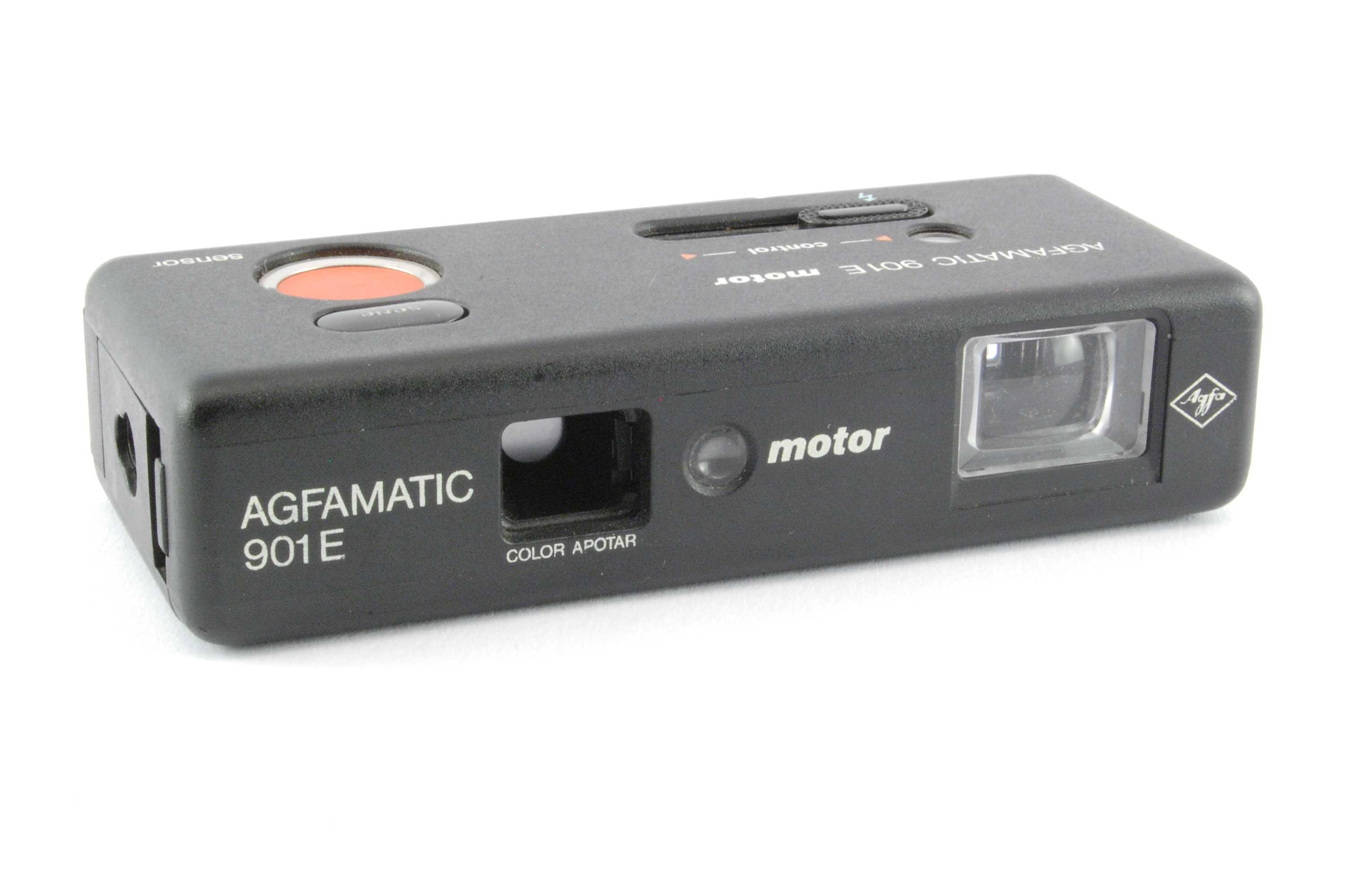
Agfamatic 901 E

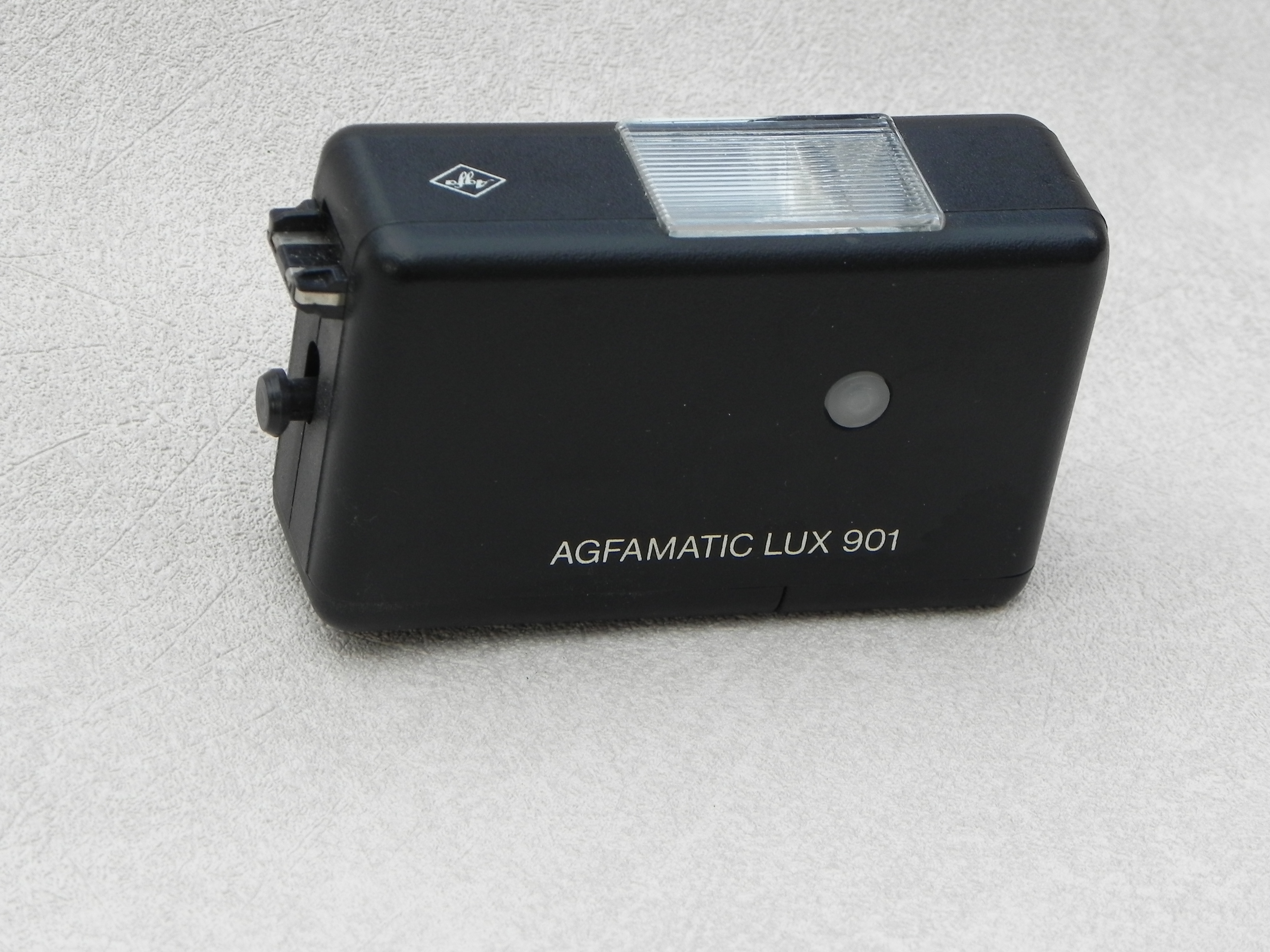
Blitzgerät Agfamatic Lux 901

Auf der Photokina 1978 stellte Agfa die letzte Generation neuentwickelter Pocketkameras vor und erlangte damit viel Beachtung. Man hatte nämlich die Repitomatic durch einen Elektromotor ersetzt. Und ein motorischer Filmtransport war seinerzeit bei Kompaktkameras noch außergewöhnlich. Für die Stromversorgung reichten zwei Microzellen aus, da zum einen der Film bei dem kleinen Aufnahmeformat nicht allzu viel bewegt werden musste und zum anderen die Geschwindigkeit nur 0,8 Bilder/s betrug. Allerdings sah man es den Kameras bereits an, dass die Fertigung in Deutschland inzwischen teuer geworden war und das Kamerawerk München allmählich Probleme bekam, rentabel zu produzieren. Das Gehäuse bestand nun vollkommen aus Kunststoff und es gab nur einfach ausgestattete Modelle, obwohl die Kombination von Motorantrieb und lichtstarkem Objektiv nahegelegen hätte.
Das einfachste Modell Agfamatic 901 Motor kostete etwa 120 DM und besaß wie von der 2008 gewohnt, zwei Wettersymbole, die auch hier die Belichtungszeit von 1⁄50 s auf 1⁄100 s umschalteten. Auch die Motor-Pocket konnte mit Topflash blitzen, der Anschluss dafür befand sich nun aber seitlich vor dem Stativgewinde. Dort konnte man auch die speziellen Blitzgeräte anschließen, das Agfamatic Lux 901 mit eigener Stromversorgung durch zwei Microzellen oder das 901 Minilux, welches seine Energie aus den Kamerabatterien bezog. Letzteres fiel sehr klein aus, besaß aber nur Leitzahl 10 und war vor allem für die Verwendung der ebenfalls neuen ISO 400/27°-Filme gedacht. Die 901 produzierte Agfa nicht nur in schwarz, sondern auch die Sonderserie Bayern mit einem weißblauen Muster und verschiedene Werbemodelle, etwa für BMW (mit BMW-Logo oder der Fahrzeugsilhouette des 745i), Coca-Cola oder John Player. Auch gab es silber, weiß, rot, hellblau und oliv lackierte 901.
Die stets schwarze Agfamatic 901 S Motor kostete etwa 150 DM und wies entsprechend der 3008 vier Wettersymbole auf. Außerdem gab es vor dem Auslöser einen länglichen Druckschalter, mit dem an die Kamera auf Serienaufnahmen umschalten konnte, was bei dem langsamen Motor allerdings keinen praktischen Nutzen brachte.
Das Top-Modell Agfamatic 901 E Motor besaß ein dreilinsiges Apotar f/6,3 mit 27 mm Brennweite und entsprechend der 4008 einen elektronischen Verschluss. Sie kostete etwa 200 DM und gab es in Schwarz, Beige, Blau und Silber. Die 901 SE von 1980 beschränkte sich dann auf ein lichtschwächeres Objektiv mit f/8.

### Umbenennungen
Im Sommer 1982 sind dann noch einige Kameras umbenannt worden, bei den Modellen Sport (in rot oder blau) und Tramp handelte es sich um die 901 Motor, bei der Star um die 901 SE, bei der Traveller (unverbindliche Preisempfehlung 125 DM) um die 3000 Flash, der easy (95 DM) um die 2000 Flash und der mini (46 DM) um die 508. All diese Modelle hatten aber keine nennenswerte Bedeutung mehr, da die Zeit der Pocketkamera inzwischen vorüber war.

### (Agfa) Revue PocketundAgfa Colour KingModelle
Im Jahr 1977 startete Agfa den Versuch, mit einer neuen, billigeren Modellreihe an die früheren Erfolge anzuknüpfen. Daher waren diese Apparate auch keine Neuentwicklung, sondern basierten auf der Technik verschiedener X008er-Modelle- jedoch mit abgespeckter Technik und anderem Design. So wich der bisherige, aus massivem Metall bestehende Kamerateil einem aus schwarzem, teillackiertem Kunststoff, der charakteristische rote „Agfa-Sensor“ wurde durch ein quadratisches Kunststoffplättchen ersetzt und auf die Federunterstützung beim Spannvorgang musste der Käufer ebenfalls verzichten (wodurch Agfa auch noch die Verriegelung einsparte).
Gleichzeitig setzte bei Agfa bei den Modellen Revue Pocket 150 bis Revue Pocket 450 und der Agfa Colour King-Reihe auf neue, exklusive Vertriebskanäle.
So wurden die Revue Pockets ab 1977 ausschließlich von FOTO-QUELLE angeboten; die Agfa Colour Kings wurden ab 1979 nur von dem britischen Elektronik- und Fotohandelsunternehmen DIXONS verkauft.

### Revue Pocket 50bisRevue Pocket 450
Ab 1977 produzierte Agfa für FOTO-QUELLE unter deren Handelsmarke REVUE die Modelle Revue Pocket 50 (gefertigt u. a. in Indien ab 1982), Revue Tele Pocket 150 (ab 1979), Revue Pocket 250, Revue Flash Pocket 300 (gefertigt u. a. in Portugal ab 1981), Revue Pocket 350 und Revue Pocket 450 – hauptsächlich für den deutschen Markt. Bemerkenswert ist auch die Tatsache, dass sich Agfa bzw. FOTO-QUELLE trotz des Kosten- und Preisdrucks den Luxus leistete, exklusiv für diese Revue Pocket- Modellreihe zwei verschiedene Elektronenblitzgeräte anzubieten (Revuetronic 200 und Revuetronic 220).
Unter der Bezeichnung Revue Pocket vertrieb FOTO-QUELLE noch weitere 110er-Modelle, die jedoch nicht von Agfa hergestellt wurden. Beispielhaft sei hier die Revue Pocket Flash 200 genannt, die nicht nur in der Bezeichnung, sondern auch im Design den Agfa-Modellen ähnlich war und sogar einen der Agfa-Repitomatic vergleichbaren „Teleskop-Aufzug“ besaß. Tatsächlich stammte die Revue Pocket flash 200 jedoch vom Hersteller HAKING in Hongkong, der unter seiner Handelsmarke HALINA bekannt wurde und nach eigenen Angaben bereits über 100 Millionen Kameras produziert hat.

### Agfa Colour King 100 telebisAgfa Colour King 400
DIXONS wurde 1937 als Fotoatelier in Southend/England gegründet und wurde insbesondere unter seiner Handelsmarke PRINZ bekannt, unter der von 1960 bis in die frühen 1970er Jahre Kameras verschiedener, auch deutscher Hersteller, verkauft wurden. DIXONS ist bis heute, wenn auch in veränderter Form, im Elektronik- und Fotohandel in mehreren Ländern aktiv.
Obwohl die (Agfa) Revue Pocket und die Agfa Colour King Modelle sowohl technisch als auch optisch bis auf die Beschriftung absolut identisch waren (so entsprach die Agfa Colour King 100 tele der Revue Tele Pocket 150, die Agfa Colour King 200 der Revue Pocket 250 und die Agfa Colour King 400 der Revue Pocket 450), verkaufte DIXONS die Modelle erst ab 1979, also erst zwei Jahre später als FOTO-QUELLE. Der Grund dafür ist bisher nicht bekannt.
Zu der Revue Pocket 50, der Revue Flash Pocket 300 und der Revue Pocket 350 wurden bisher keine Colour King-Äquivalente identifiziert.
Auch eigene Blitzgeräte scheint es für die Colour King-Serie nie gegeben zu haben.

## Galerie

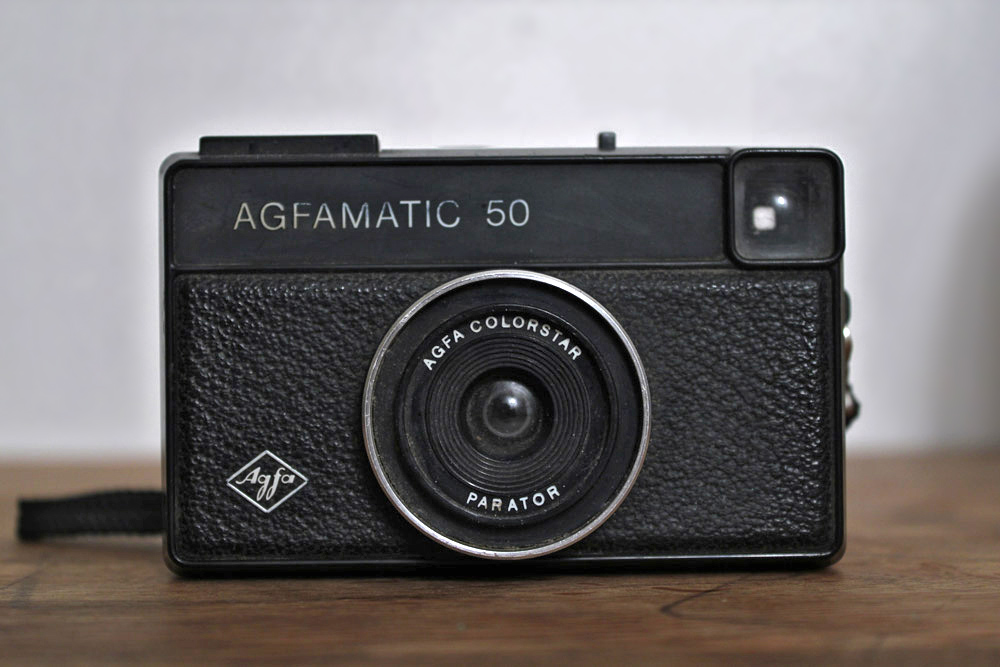
Agfamatic 50
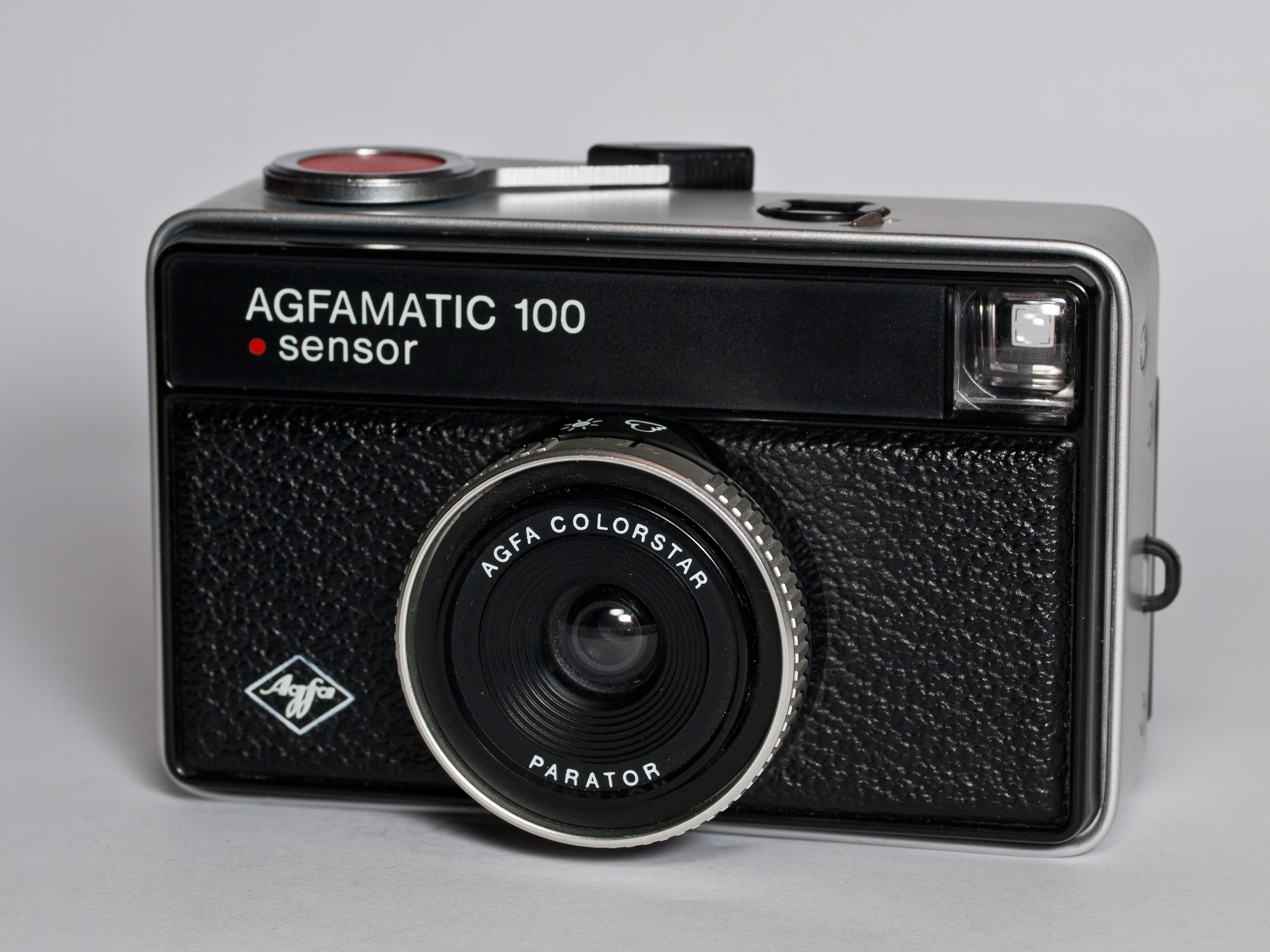
Agfamatic 100 Sensor
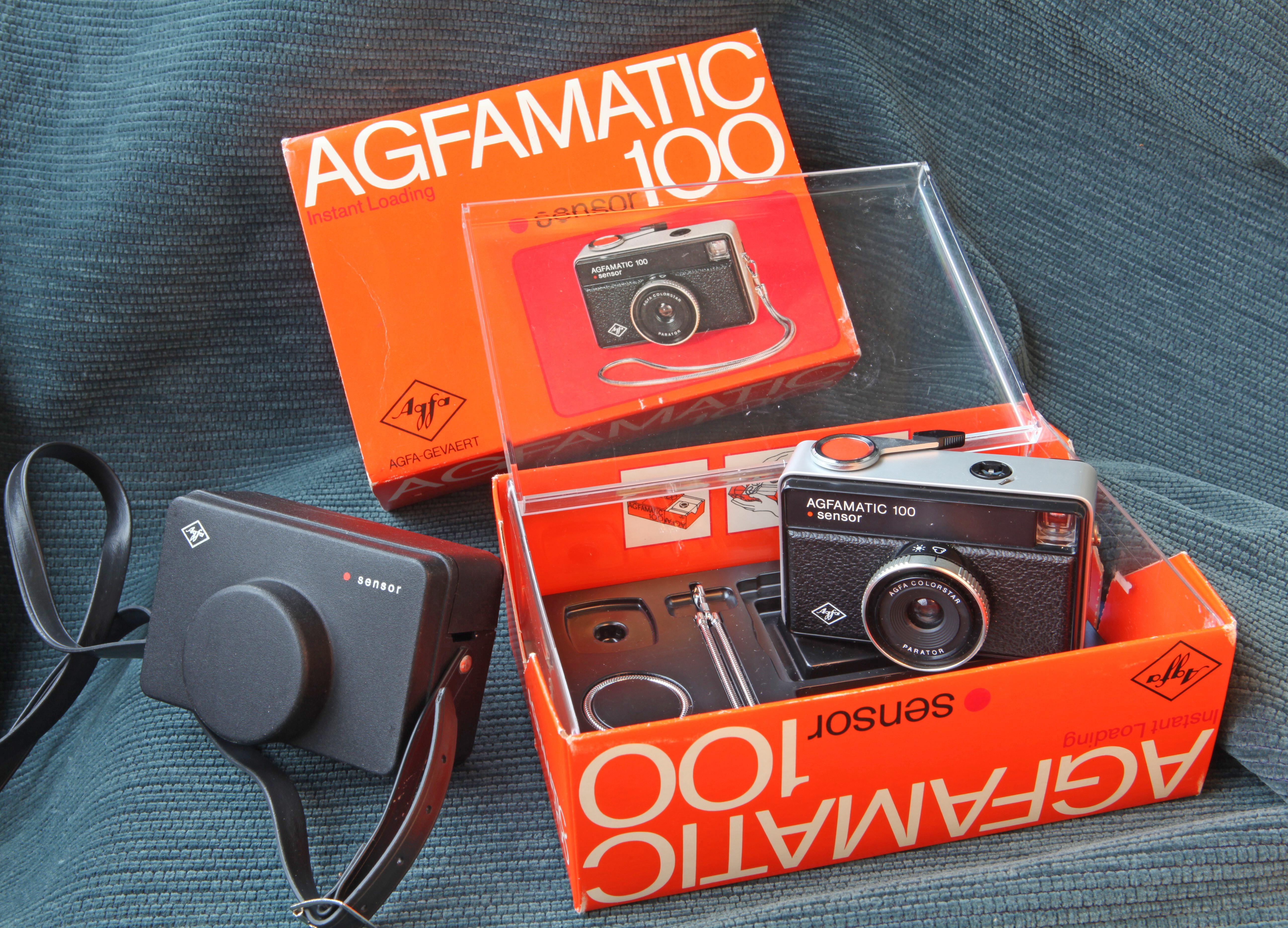
Agfamatic 100 Sensor mit Verpackung
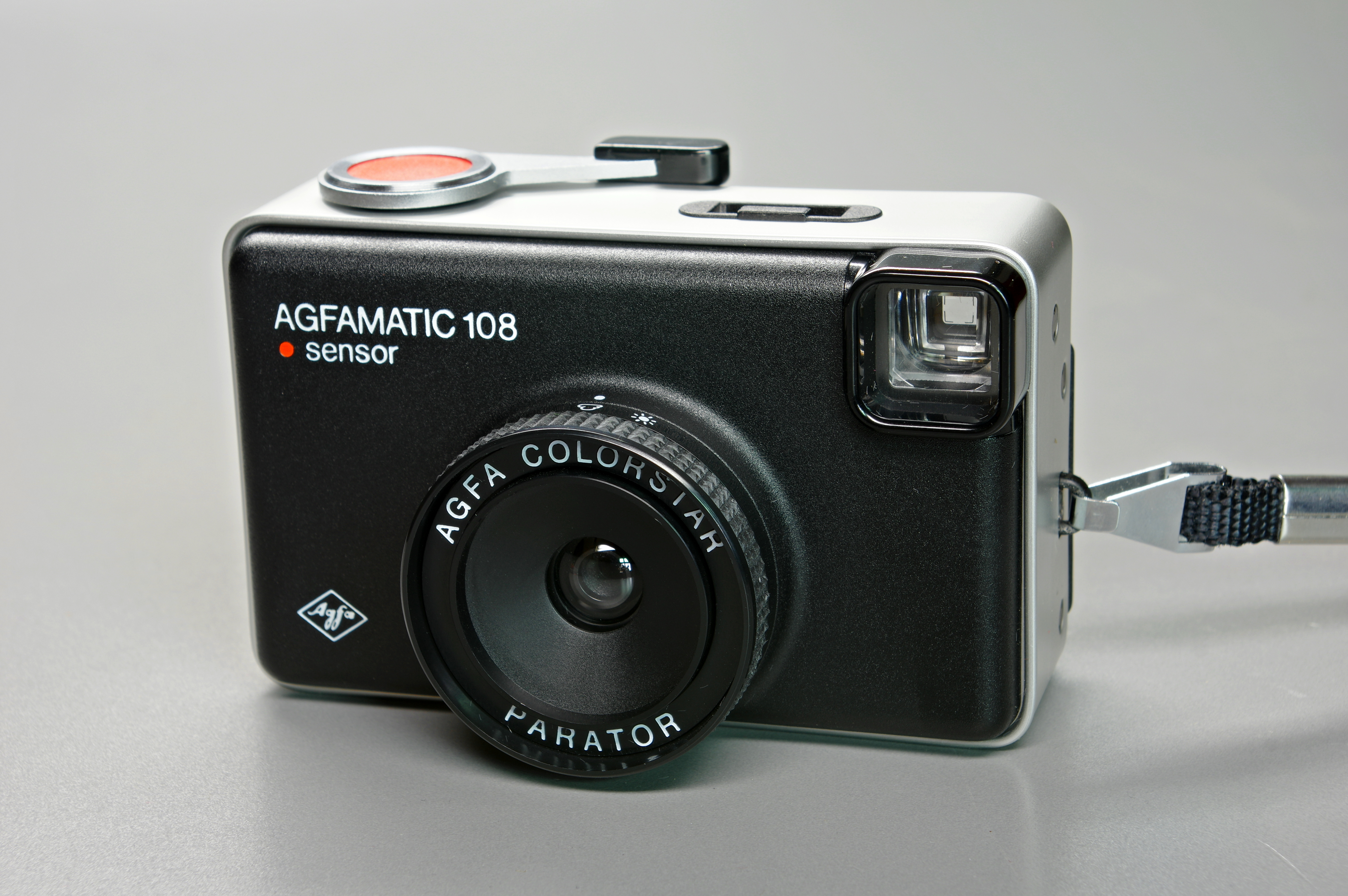
Agfamatic 108 Sensor
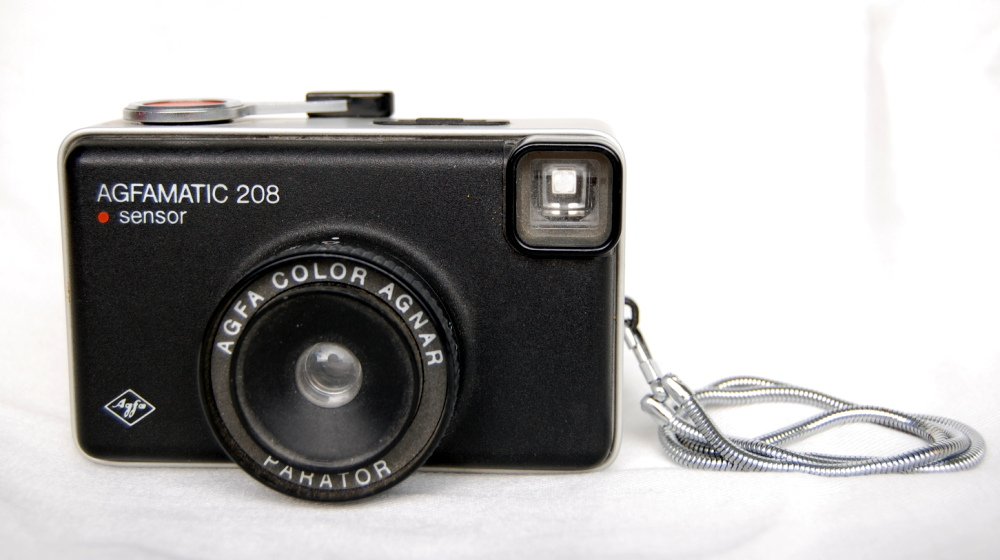
Agfamatic 208 Sensor
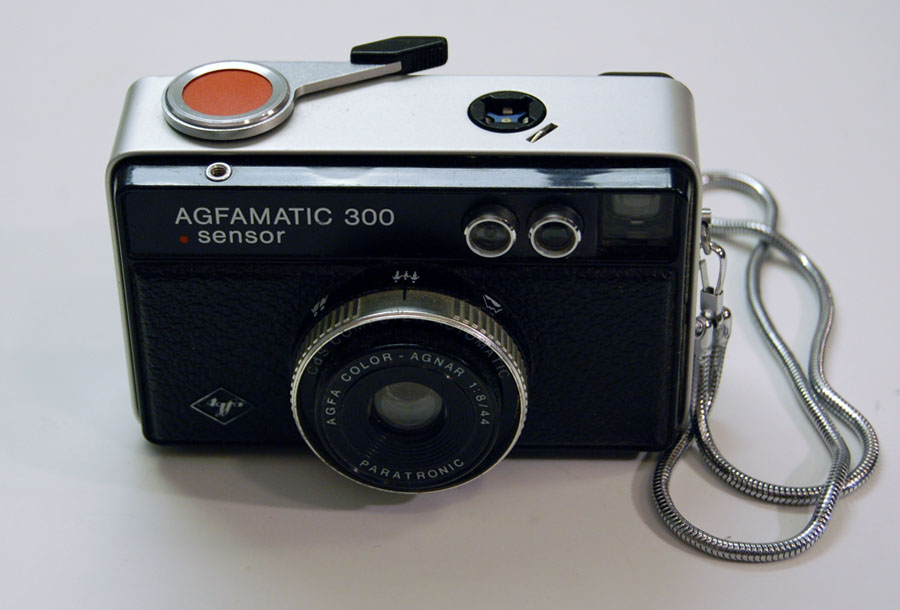
Agfamatic 300

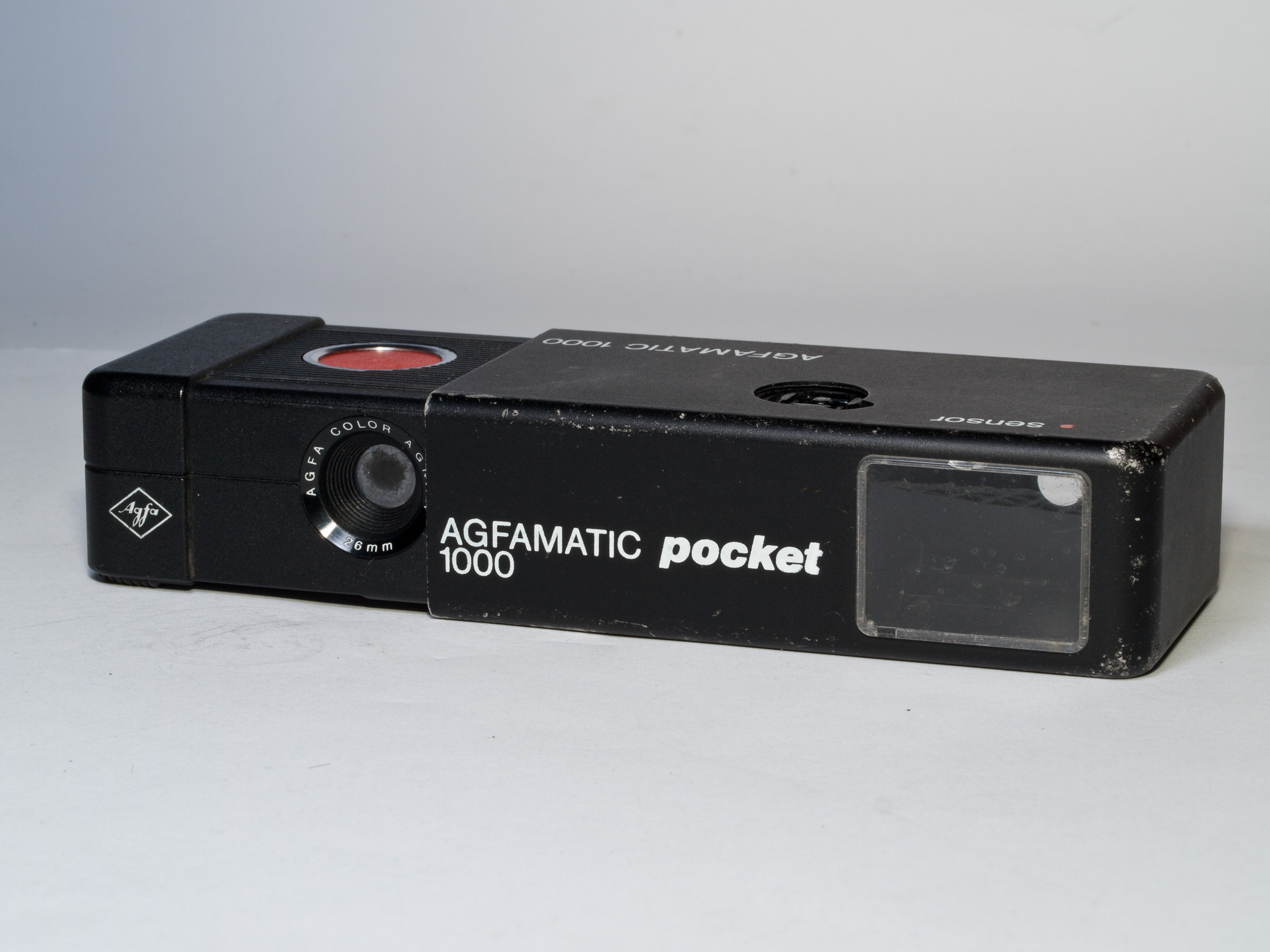
Agfamatic pocket 1000
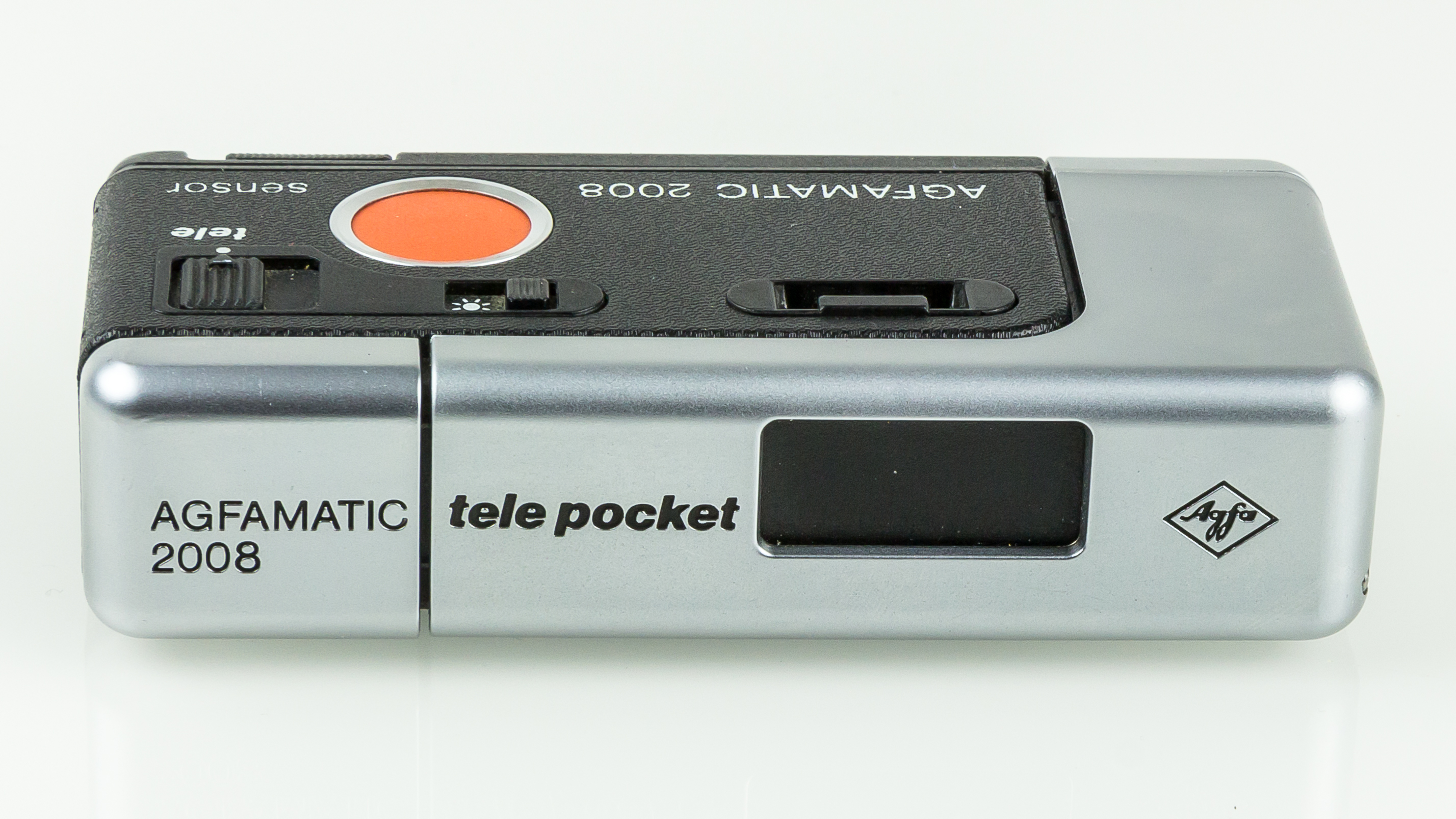
Agfamatic tele pocket 2008
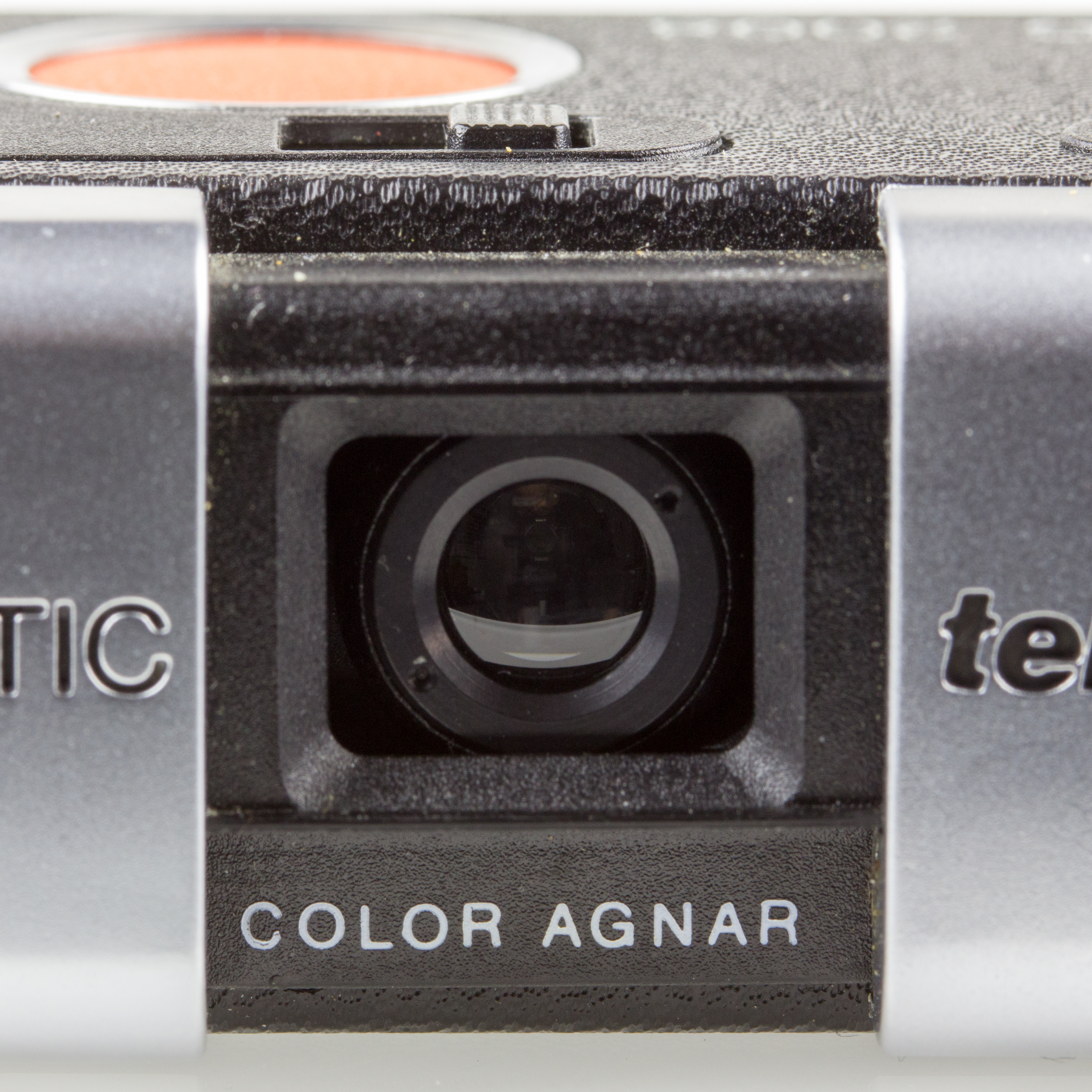
Agfamatic tele pocket 2008
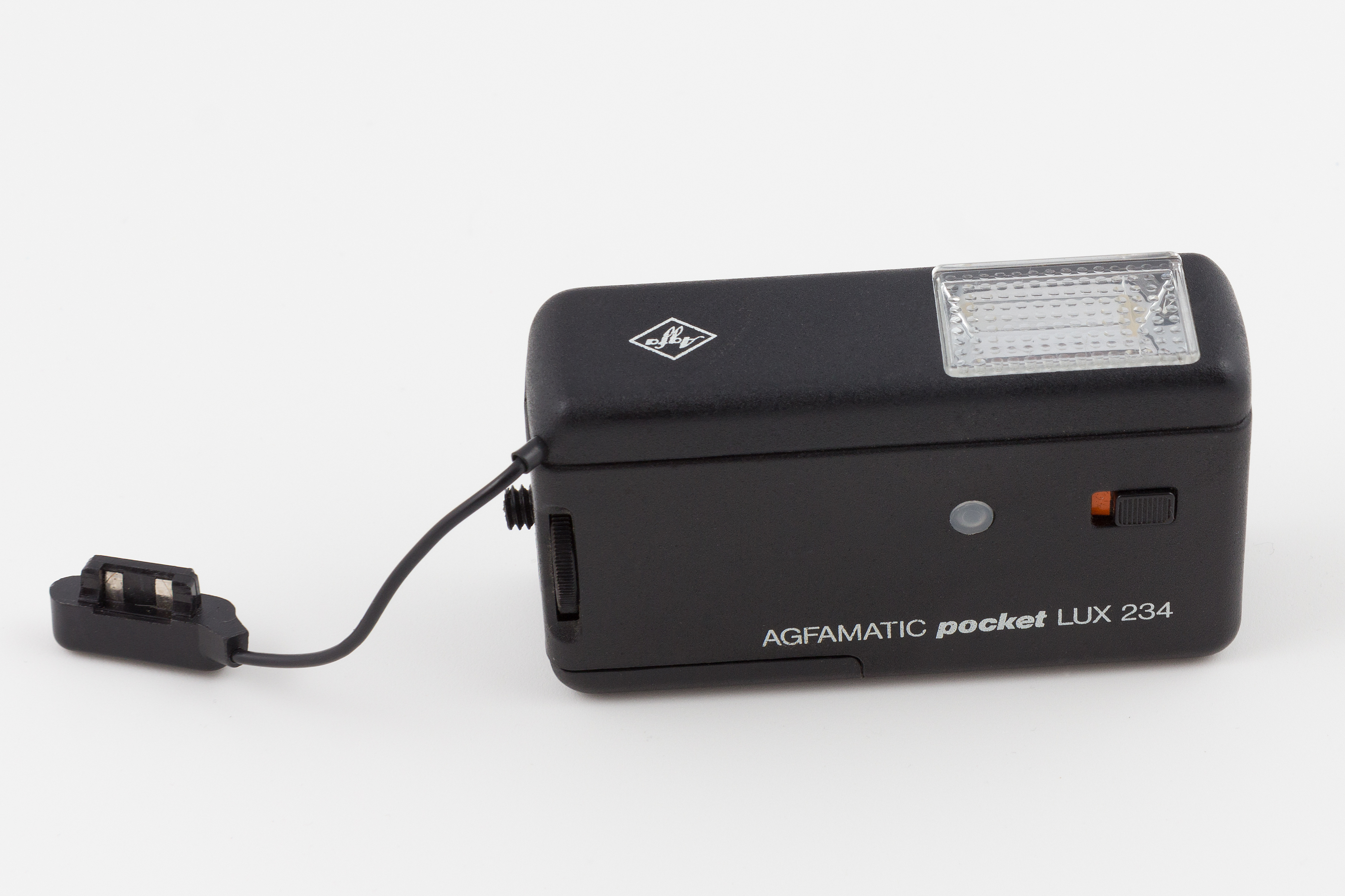
pocket LUX 234 für Agfamatic 2008 bis 4008
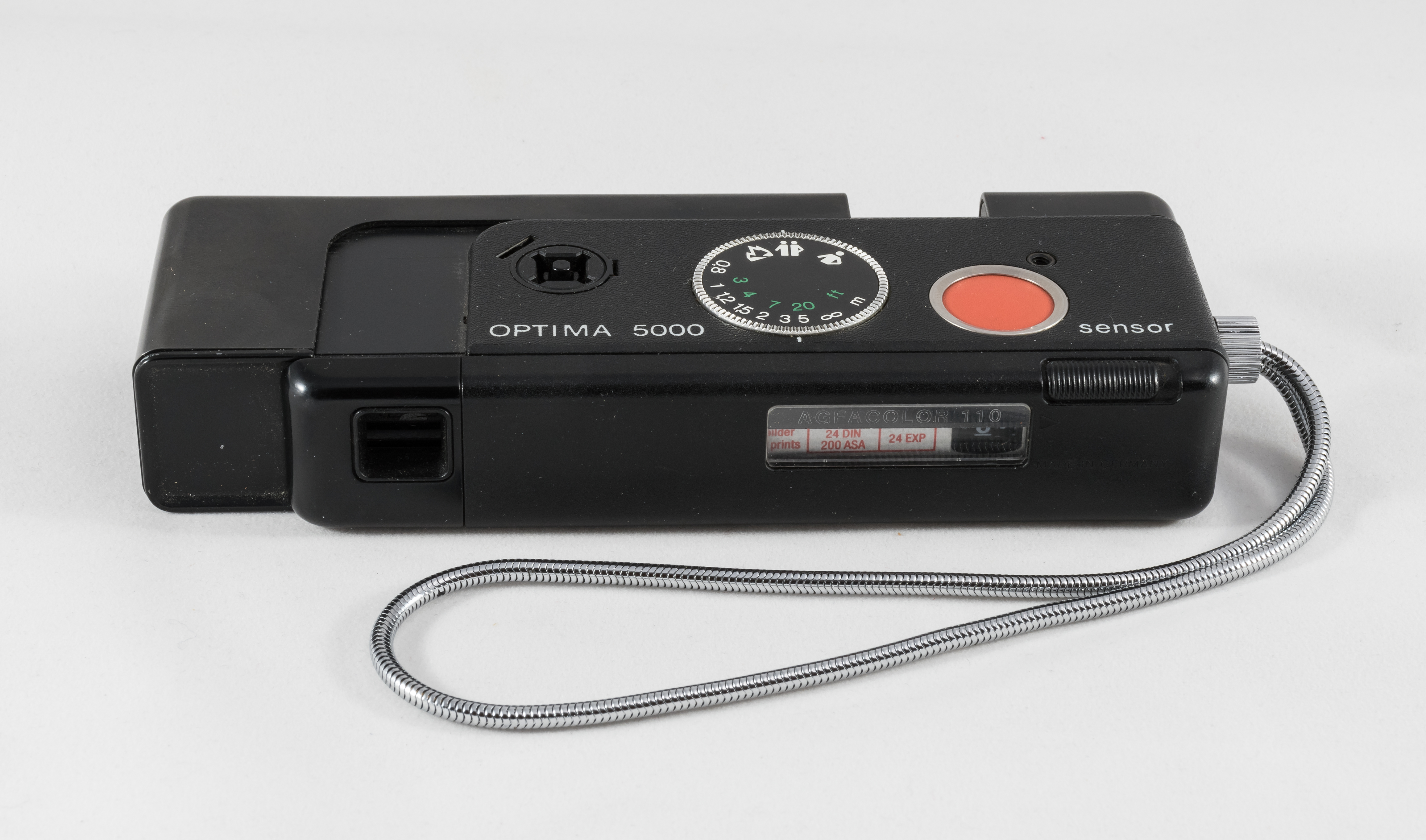
Agfa Optima 5000